# 岡崎市立六ツ美中部小学校
岡崎市立六ツ美中部小学校（おかざきしりつ むつみちゅうぶしょうがっこう）は愛知県岡崎市下青野町にある公立小学校。

## 概要
1873年（明治6年）2月に創立した。
六ツ美南部小学校とともに岡崎市立六ツ美中学校の学区を構成する。
| 調査日       | 児童数 | 通常学級 | 特別支援学級 |
| ------------ | ------ | -------- | ------------ |
| 2013年4月8日 | 332人  | 12       | 2            |
| 2019年5月1日 | 280人  | 10       | 3            |
| 2020年5月1日 | 274人  | 10       | 3            |
| 2021年5月1日 | 260人  | 10       | 3            |

## 学区
| 町名                                                                                   | 進学先       |
| -------------------------------------------------------------------------------------- | ------------ |
| 上青野町、在家町、下青野町、高橋町、合歓木町、福桶町、上三ツ木町、下三ツ木町、坂左右町 | 六ツ美中学校 |

## 沿革
- 1873年（明治6年）2月 - 愛知県の許可を得て、合歓木村に「下学校」が開校[5]。
- 1908年（明治41年）3月 - 小学校の統廃合が行われ、「六ツ美村立六ツ美第一尋常高等小学校」が開校[6]。

## 行事
1年間に2～3回、第一回目は4月、隣接する岡崎市立六ツ美中学校との夢中なかよしタイムが行われ、大縄跳びや椅子取りゲームなどをする。
しかし現在は行われていない。

## 交通アクセス
- 名鉄名古屋本線東岡崎駅南口から名鉄東部交通バス西尾行きで「六ツ美中」下車